# Lavre
Lavre era una freguesia portuguesa del municipio de Montemor-o-Novo, distrito de Évora.

## Historia
Fue villa y sede del ayuntamiento entre 1304 y 1834. Estaba constituido por las freguesias de Lavre y la actualmente extinguida São Lourenço. Tenía en  1801, 1131 habitantes.
Fue suprimida el 28 de enero de 2013, en aplicación de una resolución de la Asamblea de la República portuguesa promulgada el 16 de enero de 2013 al unirse con la freguesia de Cortiçadas de Lavre, formando la nueva freguesia de Cortiçadas de Lavre e Lavre.

## Patrimonio
- Iglesia patronal de Nuestra Señora de la Asunción.